# نصر بن علي الجهضمي
نصر بن علي الجهضمي، هو محدِّث من الثقات، ومن المشايخ التسعة الذين رووا لهم أصحاب الكتب الستة، وهو حفيد الجهضمي الكبير.

## سيرته ومناقبه
هو نصر بن علي بن نصر بن علي بن صهبان بن أبي أبو عمرو الأزدي الجهضمي البصري الصغير، وهو حفيد الجهضمي الكبير، ولد سنة نيف وستين ومائة، ومات في ربيع الآخر سنة خمسين ومائتين. قال محمد بن إسحاق السراج: رأيته أبيض الرأس واللحية، وكان لا يخضب، رأيته ببغداد ولم يحدثنا.

## روايته للحديث
- حدث عن: يزيد بن زريع، ومعتمر بن سليمان، ونوح بن قيس الحداني، وعبد ربه بن بارق، ويحيى بن أبي زائدة، وعبد الأعلى بن عبد الأعلى، وسفيان بن عيينة، ودرست بن زياد، وبشر بن المفضل، والحارث بن وجيه، وعبد العزيز العمي، وعبد العزيز الدراوردي، وعمر بن علي، وابن علية، وعيسى بن يونس، ومرحوم بن عبد العزيز،[2] ووهب بن جرير بن حازم، ووكيع بن الجراح، ومعن بن عيسى، ومسلم بن إبراهيم.[3]
- حدث عنه: الجماعة الستة: محمد بن إسماعيل البخاري، ومسلم بن الحجاج، وأبو عيسى محمد الترمذي، وأبو داود، ومحمد بن ماجه، النسائي، ومحمد بن يحيى الذهلي، وابنه علي بن نصر الجهضمي، وابن أبي الدنيا، وأبو بكر أحمد بن علي المروزي، وبقي بن مخلد، وزكريا السجزي، وزكريا الساجي، وعبد الله بن أحمد بن حنبل، وعبدان الأهوازي، وابن خزيمة، وابن صاعد، وأبو حامد الحضرمي، ومحمد بن منصور الشيعي، ومحمد بن الحسين بن مكرم،[2] وأبو زرعة الرازي، وأبو حاتم الرازي، وعبد الله بن محمد بن ياسين، والقاسم بن زكريا المطرز، ومحمد بن محمد بن سليمان الباغندي، وأبو بكر بن أبي داود، وأبو القاسم البغوي.[3]
- مرتبته عند أهل الحديث: قال عبد الله بن أحمد بن حنبل: «سألت أبي عنه، فقال: ما به بأس، ورضيه»، وقال عبد الرحمن بن أبي حاتم: «سألت أبي عن نصر بن علي، وعمرو بن علي الصيرفي: من أيهما أحب إليك؟ قال: نصر أحب إلي، وأوثق وأحفظ، نصر ثقة»، وقال النسائي وابن خراش: «ثقة»، وقال عبد الله بن محمد الفرهياني: «نصر عندي من نبلاء الناس».[2]